# Delta Trianguli Australis
Delta Trianguli Australis (δ TrA, δ Trianguli Australis) è la quarta stella più brillante della costellazione del Triangolo Australe. Di magnitudine apparente 3,86, dista 607 anni luce dal sistema solare.

## Osservazione
La sua posizione è fortemente australe e ciò comporta che la stella sia osservabile prevalentemente dall'emisfero sud, dove si presenta circumpolare anche da gran parte delle regioni temperate; dall'emisfero nord la sua visibilità è invece limitata alle regioni tropicali. La sua magnitudine pari a +2,88 le consente di essere scorta con facilità anche dalle aree urbane di moderate dimensioni.
Il periodo migliore per la sua osservazione nel cielo serale ricade nei mesi compresi fra fine marzo e agosto; nell'emisfero sud è visibile anche verso l'inizio della primavera, grazie alla declinazione australe della stella, mentre nell'emisfero nord può essere osservata in particolare durante i mesi tardo-primaverili boreali.

## Caratteristiche fisiche
La stella è classificata come supergigante gialla o gigante brillante di tipo spettrale G2Ib-II. Pare una stella binaria, con una compagna di dodicesima magnitudine distante visualmente 30 secondi d'arco dalla supergigante, tuttavia non è certo il legame fisico tra le due stelle.